# Absolution (album)
Pour les articles homonymes, voir Absolution.
Albums de Muse
Hullabaloo
(2002) Black Holes & Revelations
(2006)
Singles
1. Stockholm Syndrome
Sortie : 14 juillet 2003
2. Time Is Running Out
Sortie : 8 septembre 2003
3. Hysteria
Sortie : 1er décembre 2003
4. Sing for Absolution
Sortie : 17 mai 2004
5. Apocalypse Please
Sortie : 23 août 2004
6. Butterflies & Hurricanes
Sortie : 20 septembre 2004

Absolution est le troisième album studio du groupe de rock anglais Muse. Il est publié le 29 septembre 2003 au Royaume-Uni par le label Taste Media et six mois plus tard, le 23 mars 2004, aux États-Unis. L'album atteint la première place des ventes au Royaume-Uni et en France, et permet au groupe de commencer à percer aux États-Unis grâce aux singles Time is Running Out et Hysteria. L'album Absolution est vendu à près de 4.5 millions d'exemplaires dans le monde. Cet album est à ce jour le plus rock du groupe avec beaucoup de sonorités Hard Rock.

## Développement
À la différence des autres albums, l’enregistrement et le mixage d'Absolution se sont déroulés sans contraintes de temps, ce qui a permis au groupe de peaufiner chaque chanson dans le moindre détail. Les chansons sont écrites et commencent à être répétées au cours de leur tournée pour Origin of Symmetry. Le groupe commence à travailler sur l'enregistrement de l'album dès la fin de leur tournée 2002, après les Reading and Leeds Festivals. Le trio a d'abord enregistré à Londres avec le producteur Paul Reeve, faisant venir un orchestre entier pour Blackout, puis est parti au Sawmills Studio, en Cornouailles. Il collabore ensuite avec Rich Costey, d'abord à Grouse Lodge et pour finir à Los Angeles pour la partie vocale, le piano et le mixage. Les principaux thèmes explorés dans l'album sont la peur, la méfiance, mais aussi l'épanouissement et la joie. Le déclenchement de la guerre d'Irak pendant l'enregistrement de l'album a également influencé son écriture.
Selon Matthew Bellamy, certaines chansons, comme Stockholm Syndrome, sont bâties « sur le même modèle » que celui d'Origin of Symmetry alors que d'autres, Endlessly, Blackout, Butterflies and Hurricanes, Hysteria, ont une ligne directrice totalement nouvelle. Les genres sont très variés, entre des chansons très rock comme Time Is Running Out, d'autres planantes (Ruled by Secrecy) et une apparition de l'electro (Endlessly). Bellamy part toujours à l'occasion dans des envolées lyriques et des riffs de guitare appuyés et a été influencé sur certains titres par son intérêt récent pour la musique classique de la période romantique, avec par exemple le solo au piano ou bien encore l’utilisation de violons dans Butterflies and Hurricanes. Blackout a d'ailleurs nécessité la participation d'un orchestre de 18 instruments. La pochette de l'album est conçue par Storm Thorgerson, qui a par le passé notamment collaboré avec Pink Floyd et Led Zeppelin.

## Liste des titres
| No  | Titre                       | Durée |
| --- | --------------------------- | ----- |
| 1.  | Intro                       | 0:22  |
| 2.  | Apocalypse Please           | 4:12  |
| 3.  | Time Is Running Out         | 3:56  |
| 4.  | Sing for Absolution         | 4:54  |
| 5.  | Stockholm Syndrome          | 4:58  |
| 6.  | Falling Away with You       | 4:40  |
| 7.  | Interlude                   | 0:37  |
| 8.  | Hysteria                    | 3:47  |
| 9.  | Blackout                    | 4:22  |
| 10. | Butterflies & Hurricanes    | 5:01  |
| 11. | The Small Print             | 3:28  |
| 12. | Endlessly                   | 3:49  |
| 13. | Thoughts of a Dying Atheist | 3:11  |
| 14. | Ruled by Secrecy            | 4:54  |

Les copies initiales sont erronées, les titres Hysteria et Interlude ont changé de place.
| 15. | Fury | 5:02 |

| 1. | The Making of Absolution documentary | 34:20 |

| 1. | Stockholm Syndrome (live)  | 4:58 |
| 2. | New Born (live)            | 6:11 |
| 3. | Muscle Museum (live)       | 4:18 |
| 4. | Hysteria (live)            | 4:14 |
| 5. | Bliss (live)               | 4:01 |
| 6. | Time Is Running Out (live) | 4:06 |

Ce CD bonus n’est composé que de chansons live, enregistrées au Big Day Out à Sydney, le 23 janvier 2004 pour la radio australienne Triple J et diffusées dans l’émission Live at the Wireless.

## Accueil

### Succès commercial
L’album atteint directement la première place des charts britannique et français. Les semaines suivant sa sortie, l’album s’est classé à la cinquième place des classements dans 12 pays, dans le top 10 dans 50 pays et dans le top 20 dans 30 pays. L’album ne se classa qu’à la 107e place des classements aux États-Unis mais permet néanmoins au groupe d'obtenir son premier disque d'or, puis de platine, dans ce pays. Grâce aux longs délais séparant la date de sortie américaine et la date de sortie britannique, Absolution reste longtemps dans les classements, et assiste à la sortie de cinq singles. Absolution se vend à 71 597 exemplaires dans la première semaine de sa sortie au Royaume-Uni, pour finalement être certifié triple disque de platine. Il est disque de platine en Australie depuis 2007. Au Canada, l'album est certifié disque d'or (50 000 unités) en août 2008.

### Accueil critique
Le Q magazine classe le morceau Stockholm Syndrome comme le 44e meilleur morceau de guitare au monde en janvier 2005. En 2006, le magazine NME classe l’album à la 21e place des meilleurs albums britanniques jamais créés, juste derrière Rubber Soul des Beatles. L'album recueille dans l'ensemble de bonnes critiques, obtenant un score de 72⁄100, sur la base de 16 critiques collectées, sur Metacritic.
Pour Andrew Future, de Drowned in Sound, c'est un « opus fondamental » et « absolument exceptionnel » où des « lignes de basse distordues coexistent avec la sensibilité pop que Muse exsude » et Stockholm Syndrome est « peut-être le titre rock le plus audacieux et le plus grandiose de ces dix dernières années. » Dan Martin, du New Musical Express, estime que c'est « l'album de rock britannique de l'année », un disque « rempli de miracles » où « chaque mouvement a été composé et orchestré avec une vision céleste ». Carole Le Bras, de Music Story, le considère « comme indispensable à toute discothèque rock moderne » et affirme qu'il « apporte une véritable identité à Muse et sonne comme le meilleur du genre » « avec des structures de chansons originales, ne retenant que le meilleur du rock progressif. »
Également positif mais moins enthousiaste, Tim DiGravina, d'AllMusic, estime que la production est « plus raffinée et habile » mais « moins brute et épique » que pour l'album précédent et que le groupe reprend la même formule qui a fonctionné dans le passé : « intensité émotionnelle et style de Radiohead, rock tonitruant à la Black Sabbath et dramaturgie baroque de Queen ». Alors que Rob Kemp, de Rolling Stone, porte au crédit du groupe d'avoir « adopté l'approche grandiloquente de Radiohead sur The Bends et ajouté de la virtuosité instrumentale » mais regrette que Matt Bellamy « n'apporte pas autant d'ingéniosité à son chant. »
Parmi les critiques mitigées ou négatives, Richard T. Williams, de PopMatters, estime que « leur approche classique et leurs ambitions élevées sont respectables » mais que le groupe « devrait arrêter de faire des promesses et simplement les tenir ». Et Dave Queen, de Stylus Magazine, donne à l'album la note minimale, parlant plus des fans du groupe, qu'il dénigre longuement, que de l'album en lui-même et affirmant que « les chansons de Muse sont plus simples, plus stupides, et encore plus similaires entre elles que celles de Metallica. »
Le morceau Stockholm Syndrome sera une inspiration majeure du titre Never Enough, publié sur l'album Octavarium de Dream Theater. Mike Portnoy, batteur de Dream Theater, déclare même qu'Absolution est son album préféré du 21e siècle.

## Classements et certifications
| Classement                                   | Meilleure position |
| -------------------------------------------- | ------------------ |
| Allemagne (Media Control AG)                 | 11                 |
| Australie (ARIA)                             | 21                 |
| Autriche (Ö3 Austria Top 40)                 | 5                  |
| Belgique (Flandre Ultratop)                  | 7                  |
| Belgique (Wallonie Ultratop)                 | 2                  |
| Danemark (Tracklisten)                       | 28                 |
| États-Unis (Billboard 200)                   | 107                |
| Finlande (Suomen virallinen lista)           | 12                 |
| France (SNEP)                                | 1                  |
| Irlande (Irish Recorded Music Association)   | 3                  |
| Italie (FIMI)                                | 4                  |
| Norvège (VG-lista)                           | 5                  |
| Nouvelle-Zélande (RIANZ)                     | 17                 |
| Pays-Bas (Mega Album Top 100)                | 2                  |
| Portugal (Associação Fonográfica Portuguesa) | 7                  |
| Royaume-Uni (UK Albums Chart)                | 1                  |
| Royaume-Uni (Rock & Metal Albums)            | 1                  |
| Suisse (Schweizer Hitparade)                 | 3                  |

| Pays        | Ventes      | Certifications |
| ----------- | ----------- | -------------- |
| Australie   | 70 000 +    | Platine        |
| Belgique    | 15 000 +    | Or             |
| Canada      | 50 000 +    | Or             |
| États-Unis  | 1 000 000 + | Platine        |
| Italie      | 50 000 +    | Or             |
| Pays-Bas    | 40 000 +    | Or             |
| Royaume-Uni | 900 000 +   | 3 × Platine    |
| Suisse      | 20 000 +    | Or             |

## Absolution XX Anniversary
A l'instar d'Origin of Symmetry en 2021, Absolution aura lui aussi droit à une réédition pour son 20e anniversaire, le 17 novembre 2023, à la différence qu'il ne s'agira pas d'un remix mais d'un remaster. Cette édition contient alors les 15 pistes remastérisées de l'album original, d'anciennes démos, des versions lives et des pistes isolées de certains morceaux. L'album a une durée totale de 1h42 pour 26 titres.

### Liste des titres
| 1.  | Intro                                                                   | 0:22 |
| 2.  | Apocalypse Please                                                       | 4:12 |
| 3.  | Time is Running Out                                                     | 3:56 |
| 4.  | Sing for Absolution                                                     | 4:55 |
| 5.  | Stockholm Syndrome                                                      | 4:56 |
| 6.  | Falling Away with You                                                   | 4:39 |
| 7.  | Interlude                                                               | 0:38 |
| 8.  | Hysteria                                                                | 3:47 |
| 9.  | Blackout                                                                | 4:22 |
| 10. | Butterflies & Hurricanes                                                | 5:02 |
| 11. | The Small Print                                                         | 3:28 |
| 12. | Fury                                                                    | 5:00 |
| 13. | Endlessly                                                               | 3:48 |
| 14. | Thoughts of a Dying Atheist                                             | 3:08 |
| 15. | Ruled by Secrecy                                                        | 4:52 |
| 16. | Apocalypse Please (Vocals and Keyboard only)                            | 4:09 |
| 17. | Time is Running Out (Recorded Live at The Wiltern Theater 2004)         | 4:16 |
| 18. | Sing for Absolution (Recorded Live at The Antic Arena, Vienne 2004)     | 4:51 |
| 19. | Falling Away With You (Demo 2002)                                       | 2:31 |
| 20. | Hysteria (Demo 2002)                                                    | 3:42 |
| 21. | Hysteria (Recorded Live at Earl's Court 2004)                           | 4:07 |
| 22. | Blackout (Recorded Live at The Antic Arena, Vienne 2004)                | 4:44 |
| 23. | Butterflies & Hurricanes (Vocal, Keyboard and Strings Only)             | 5:02 |
| 24. | Endlessly (Recorded Live at the Columbiahalle, Berlin 2003)             | 4:02 |
| 25. | Thoughts of a Dying Atheist (Recorded Live at The Wiltern Theater 2004) | 3:25 |
| 26. | Ruled By Secrecy (Vocals and Keyboard only)                             | 4:49 |

### Réception
Le remaster est très apprécié,, des fans et des critiques.

## Crédits
| Muse - Matthew Bellamy – chant, guitare, piano - Dominic Howard – batterie, percussions - Christopher Wolstenholme – basse, chœurs Musiciens additionnels - Paul Reeve – chœurs (sur Blackout et Butterflies and Hurricanes), samples vocaux (sur l'intro) - Audrey Riley - arrangements des cordes - Spectrasonic's Symphony of Voices – samples vocaux (sur Stockholm Syndrome et Endlessly) | - Rich Costey - production, mixage, ingénieur du son - Wally Gagel - ingénieur du son - Howie Weinberg - matriçage - Storm Thorgerson - directeur artistique et design - Dan Abbott et Lee Baker - design - Rupert Truman et Sean Winstanley - photographie |